# 艾略特·羅麥斯
艾略特·羅麥斯（英語：Eric Lomax，1919年5月30日—2012年10月8日），是一名英國軍官。他在1942年被前送往日本在泰國的戰俘集中營。其自传《心靈勇者》被改编为同名电影，并于2013年多伦多国际电影节首映。